# حملات مارس ۲۰۲۵ اسرائیل به نوار غزه
در ۱۸ مارس ۲۰۲۵، اسرائیل حملات هوایی گسترده و بمباران توپخانه‌ای در سراسر نوار غزه را آغاز کرد. این بمباران به طور گسترده پس از امتناع حماس از ادامه مرحله اول آتش‌بس، به عنوان یک حمله غافلگیرانه توصیف شد. اسرائیل و حماس در ژانویه با آتش‌بس جنگ غزه در سال ۲۰۲۵ موافقت کرده بودند. پس از این حملات، حماس مدعی شد که اسرائیل آتش‌بس را نقض و آن را به پایان رسانده است.
طبق آمار وزارت بهداشت غزه، تاکنون دست کم ۵۹۱ فلسطینی در این حملات کشته شده‌اند.

## زمینه
در ژانویه ۲۰۲۵، آتش‌بس بین اسرائیل و حماس به طور موقت اجرایی شد. با این حال، نیروهای دفاعی اسرائیل به بهانهٔ نقض اصول آتش‌بس توسط حماس، با انجام بیش از صدها حملات هوایی هماهنگ، نوار غزه را بمباران کردند.
در ۲ مارس (تقریبا دو هفته قبل از حمله) و چند روز پس از آغاز ماه رمضان، اسرائیل ورود کمک‌های بشردوستانه (از جمله مواد غذایی و سوخت) را به نوار غزه مسدود کرد. چند روز بعد، اسرائیل برق کارخانه اصلی آب شیرین کن نوار غزه را که وظیفهٔ تأمین آب آشامیدنی صدها هزار فلسطینی را داشت، قطع کرد.
در ۱۷ مارس، یک روز قبل از حملات هوایی مجدد اسرائیل، گادی آیزنکوت و چند قانونگذار مخالف کمیته امور خارجه و دفاع ادعا کردند که حماس و جهاد اسلامی فلسطین (PIJ) در طول آتش‌بس، توانمندی‌های نظامی خود را افزایش دادع و تعداد نیروهای خود را به ترتیب و تقریبا به ۲۵۰۰۰ و ۵۰۰۰ نفر افزایش داده‌اند. اعضای مخالف، بنیامین نتانیاهو، نخست‌وزیر اسرائیل و دولت او را متهم کردند که در از بین بردن ساختار نظامی حماس و گروه‌های متحدش یا نجات گروگان‌های اسرائیلی باقی‌مانده در غزه شکست خورده‌اند.

## حملات
حملات در ۱۸ مارس ۲۰۲۵ تقریباً در ساعت ۲:۲۰ بامداد آغاز شد. این عملیات به عنوان حمله غافلگیرانه توصیف شده و زمانی رخ داد که فلسطینی‌ها ماه رمضان را سپری می‌کردند. هواپیماهای جنگی اسرائیل در ساعت ۲:۳۰ بامداد وارد غزه شدند و نیروهای دفاعی اسرائیل در تلگرام اعلام کردند که این سازمان و آژانس امنیتی اسرائیل «حملات گسترده‌ای را به اهداف متعلق به سازمان تروریستی حماس در نوار غزه انجام می‌دهند». به گزارش آسوشیتدپرس، بنیامین نتانیاهو، پس از توقف مذاکرات آتش‌بس، دستور حمله را صادر کرد. به گفته نیروهای دفاعی اسرائیل، این حملات رفح، خان یونس، دیرالبلاح، نصیرات، البریج، الزیتون، الکرامه و بیت حانون را هدف قرار داده است. الجزیره از حملات در المواسی، رفح خبر داد.
یک مقام نظامی اسرائیل ناشناس به رویترز گفت که حملات را ادامه خواهند داد و عناصر نظامی بیشتری را فراتر از حملات هوایی ترکیب خواهند کرد.
خبرنگار الجزیره در غزه اعلام کرد: گلوله‌باران شدید تانک‌ها بخش‌های شرقی عباسان در خان یونس را هدف قرار داده است. بر اساس گزارش‌ها، گلوله‌باران سیزده نفر را کشت. گزارش شده است که در یک حمله در رفح، هفده عضو یک خانواده کشته شدند.

## عواقب

###### تلفات
به گفته وزارت بهداشت غزه، دست کم ۵۹۱ نفر (که در میان آنان کودکان نیز وجود دارد) کشته شده‌اند. این وزارتخانه گزارش داد که نزدیک به ۱۰۰۰ نفر در اثر این حملات زخمی شده‌اند. شرکت پخش عمومی اسرائیل گفت که این حملات مقامات سیاسی و فرماندهان حماس را هدف قرار داده است. محمود ابووطفه، ژنرال و رئیس سرویس امنیت داخلی و پلیس حماس در شهر غزه کشته شده است. آژانس‌های رسانه‌ای غزه مدعی شدند که عصام دالیس، رئیس کمیته نظارت بر فعالیت‌های دولتی حماس و ابوعبیده الجاماسی عضو دفتر سیاسی نیز کشته شده‌اند. احمد عمر الختی، مدیر کل وزارت دادگستری حماس و بهجت ابوسلطان از مقامات بلندپایه وزارت کشور نیز کشته شدند.

#### آتش‌بس
اسرائیل کاتز وزیر دفاع اسرائیل گفت که اسرائیل «به جنگ در غزه بازگشته است». وی همچنین تصریح کرد که اگر حماس تمامی اسرای فلسطینی را آزاد نکند، اسرائیل «درهای جهنم» را به روی غزه خواهد گشود و نیروهایی را که حماس «تا به حال نشناخته است» را تخلیه خواهد کرد. اسرائیل در جریان این حملات گذرگاه مرزی رفح را تماماً مسدود کرد.
دفتر بنیامین نتانیاهو، نخست‌وزیر اسرائیل، بیانیه ای را در توییتر/X منتشر کرد و مدعی شد که حماس مصرانه از آزادی گروگان‌های اسرائیلی ربوده شده در جریان حمله حماس به اسرائیل در ۷ اکتبر امتناع می‌ورزد و در عین حال تمام پیشنهادات میانجیگران و استیو ویتکف فرستاده ویژه ایالات متحده در خاورمیانه را رد می‌کند.
یکی از مقامات ارشد حماس به رویترز گفت که حملات مجدد نشان دهنده پایان یکجانبه آتش‌بس توسط اسرائیل است. جهاد اسلامی فلسطین (PIJ) اسرائیل را اینگونه توصیف کرد که «عمداً تمام تلاش‌ها برای دستیابی به آتش‌بس را خراب می‌کند» تا «جنگ نابودی» خود در غزه را از سر بگیرد. این گروه شبه‌نظامی کابینه نتانیاهو را «دولت تشنهٔ خون نازی» خواند و متعهد شد که کابینه در رسیدن به اهداف خود شکست خواهد خورد. طاهر نونو، یکی از مقامات حماس، این حملات را یک «آزمایش اخلاقی» برای جامعه بین‌المللی توصیف کرد، بر این اساس که آیا اجازه می‌دهد بمباران غیرنظامیان ادامه یابد یا برای توقف خشونت علیه غیرنظامیان فلسطینی اقدام می‌کند.